# Ali Hillis
Alecia "Ali" Hillis (Huntington Beach, California, 29 de diciembre de 1978) es una actriz estadounidense. Ali ha actuado en cine y televisión, además de aportar la voz en una gran cantidad de juegos de vídeo. Es reconocida por su interpretación de la Dra. Liara T'Soni en la trilogía Mass Effect, Lightning en la serie Final Fantasy XIII y Palutena en Kid Icarus: Uprising.
Ha actuado en películas como The Heartbreak Kid, Space Buddies, Santa Paws 2: The Santa Pups y All the Wrong Places. En televisión se le puede ver en algunos episodios de series como The New Adventures of Old Christine, CSI: Crime Scene Investigation, Castle, Bones y Less Than Perfect.

## Filmografía

### Cine
- 2000 - All the Wrong Places - Marisa Baron
- 2002 - The Month of August - August
- 2005 - Kiss Kiss Bang Bang - Marleah
- 2005 - Must Love Dogs - Christine
- 2005 - American Gun - Clienta de la armería
- 2006 - Adrift - Lauren
- 2006 - The Ultimate Gift - Alexia
- 2007 - The Heartbreak Kid - Jodi la novia
- 2008 - Over Her Dead Body - Karen
- 2008 - Beverly Hills Chihuahua - Angela
- 2009 - Space Buddies - Astro Spalding
- 2012 - Nesting - Sarah
- 2012 - Santa Paws 2: The Santa Pups - Agnes Bright
- 2013 - The Ultimate Life - Alexia Drummond
- 2014 - The Road Within - Monica